# 杜恆霖
杜恆霖（英語：Bryan To，1985年8月3日—），香港人，祖籍福建省，職業泰拳拳擊手及泰拳運動員。

## 簡歷
杜恆霖熱愛泰拳,自16歲起接觸拳擊運動，其後4次贏得1面世界賽金牌及1條香港金腰帶、1條亞洲金腰帶及6條國際金腰帶。2007年成為中銀香港運動員。香港泰拳理事會常務委員。他就讀聖公會梁季彝中學。他的教練為袁育光，泰國傳奇Samkor Kiatmontep及多位前泰國拳王。

## 事業發展
杜恆霖於2007年於銅鑼灣首次合夥開辦泰拳中心Prime Fitness，由於和其他合夥人方向不一終至拆夥, 並在2008年於灣仔開辦泰拳中心Arena Thai & Kickboxing，2010年於旺角開辦泰拳中心Sun Fitness，2012年於中環開辦泰拳及綜合武術中心HAYABUSA Martial Arts & Fitness Center成為全港首間地舖拳館。並在2014年8月中於銅鑼灣開設第二間地舖拳館。
在同年12月份，HAYABUSA Martial Arts & Fitness Center正式改名FIGHT FACTORY GYM Martial Arts & Fitness Center(FFG)。他自言:開設拳館的原因只有一個, 就是他很喜歡打泰拳,他希望可以讓更多人認識拳術美,而且希望可教導並培訓更多人成為香港拳王,為本港體擅繼續爭光。再斥90萬元租用旺角通菜街123號地下A舖至2樓樓面，據悉涉約3000方呎，呎租約300元，租期至2018年中。

## 拳擊生涯
多年的拳擊生涯雖令杜恆霖有不少的傷害,他曾經被對手打爆鼻子，因此流了很多血,然而他為了可以繼續比賽，立即止血忍痛,直到比賽結束後才送去醫院縫針，他還有腰椎盤突出的問題，也令杜恆霖差點要退出拳擅。他的家人也曾勸他放棄打拳，但Bryan自言對打拳已經到了無法自拔的程度，他實在不想放棄打拳。所以,他只決定減少比賽，由一年打十幾場，至手術後一年最多四場。

## 過往比賽
為2006年泰國﹑曼谷世界泰拳金牌及香港泰拳拳王獲金腰帶得主。2009年在澳門對泰國亞洲拳王獲金腰帶得主。2010年在中國對泰國世界洲際獲金腰帶得主。2011-2012年間成功在對英國﹑韓國及蒙古拳王之職業賽獲金腰帶得主。2013年在香港對愛爾蘭世界洲際獲金腰帶得主。2014年為香港首位在對菲律賓洲際金腰帶得主。

## 電視及電台訪問
| 日期    | 來源       | 節目名稱                                                                  |
| ------- | ---------- | ------------------------------------------------------------------------- |
| 12-2016 | ViuTV      | 一大一路                                                                  |
| 07-2014 | 有線電視   | 星戰運動                                                                  |
| 07-2014 | 鳳凰衛視   | 港人.自講                                                                 |
| 05-2014 | D100大聲台 | 一個人 一個空間 一個屬於你和我的節目 一個人梁繼璋 Bryan To and Derek Poon |
| 04-2014 | tvb        | 體育世界                                                                  |
| 10-2013 | 壹週刊     | 杜恆霖訪問                                                                |
| 09-2013 | tvb        | 杜恆霖x粱漢文訪問                                                         |
| 08-2013 | 鳳凰衛視   | 杜恆霖訪問                                                                |
| 08-2013 | yesmen平台 | 杜恆霖訪問                                                                |
| 08-2013 | 商業二台   | 杜恆霖訪問                                                                |
| 08-2013 | 創動力媒體 | 杜恆霖訪問                                                                |
| 11-2012 | tvb        | 今日vip                                                                   |